# Ve gouvernement régional de Madère
Région autonome de Madère
IVe VIe
Le Ve gouvernement régional de Madère (en portugais : V Governo Regional da Madeira) est le gouvernement de la région autonome de Madère en fonction du 9 novembre 1988 au 11 novembre 1992 durant la cinquième législature de l'Assemblée législative.

## Composition

### Initiale (9 novembre 1988)
| Portefeuille                                                            | Titulaire | Titulaire                               | Parti   |
| ----------------------------------------------------------------------- | --------- | --------------------------------------- | ------- |
| Président du gouvernement régional (pt)                                 |           | Alberto João Jardim                     | PPD/PSD |
| Vice-président du gouvernement régional et à la Coordination économique |           | Miguel José Luís de Sousa               | PPD/PSD |
| Secrétaire régional à l'Administration publique                         |           | Manuel Jorge Bazenga Marques            | PPD/PSD |
| Secrétaire régional à l'Éducation, la Jeunesse et l'Emploi              |           | Eduardo António Brazão de Castro        | PPD/PSD |
| Secrétaire régional au Tourisme, à la Culture et à l'Émigration         |           | João Carlos Nunes Abreu (pt)            | PPD/PSD |
| Secrétaire régional à l'Équipement social                               |           | Jorge Manuel Jardim Fernandes           | PPD/PSD |
| Secrétaire régional aux Affaires sociales                               |           | Rui Adriano Ferreira de Freitas         | PPD/PSD |
| Secrétaire régional à l'Agriculture et à la Pêche                       |           | Francisco de Paula de Sá Perry Vidal    | PPD/PSD |
| Secrétaire régional à l'Économie                                        |           | José Agostinho Gomes Pereira de Gouveia | PPD/PSD |

### Remaniement du 10 janvier 1990
- Les nouveaux ministres sont indiqués en gras, ceux ayant changé d'attributions en italique.

| Portefeuille                                                    | Titulaire | Titulaire | Parti   |
| --------------------------------------------------------------- | --------- | --- | ------- |
| Président du gouvernement régional (pt)                         |           | Alberto João Jardim | PPD/PSD |
| Secrétaire régional à l'Administration publique                 |           | Manuel Jorge Bazenga Marques                                                                                                | PPD/PSD |
| Secrétaire régional à l'Éducation, la Jeunesse et l'Emploi      |           | Eduardo António Brazão de Castro                                                                                            | PPD/PSD |
| Secrétaire régional au Tourisme, à la Culture et à l'Émigration |           | João Carlos Nunes Abreu (pt)                                                                                                | PPD/PSD |
| Secrétaire régional à l'Équipement social                       |           | Jorge Manuel Jardim Fernandes                                                                                               | PPD/PSD |
| Secrétaire régional aux Affaires sociales                       |           | Rui Adriano Ferreira de Freitas                                                                                             | PPD/PSD |
| Secrétaire régional à l'Économie                                |           | Francisco de Paula de Sá Perry Vidal (jusqu'au 10/01/1992) José Agostinho Gomes Pereira de Gouveia (à partir du 10/01/1992) | PPD/PSD |
| Secrétaire régional aux Finances                                |           | José Paulo Baptista Fontes                                                                                                  | PPD/PSD |